# Arbeitsring Lärm der DEGA (ALD)
Der Arbeitsring Lärm der DEGA (ALD) ist eine Fachgruppe der Deutschen Gesellschaft für Akustik (DEGA e.V.) und wurde als Nachfolgeorganisation des Deutschen Arbeitsringes für Lärmbekämpfung (DAL) im Mai 2009 offiziell gegründet.

## Ziele
Der Arbeitsring Lärm der DEGA (ALD) setzt sich dafür ein, den Lärmschutz in Deutschland und Europa zu verbessern und die Lärmproblematik vermehrt ins Bewusstsein der Öffentlichkeit zu rufen.
Dabei möchte der ALD nicht nur auf das Thema Lärm aufmerksam machen, sondern will die interessierte Öffentlichkeit unter Berücksichtigung wissenschaftlicher Erkenntnisse auch über die Ursachen und Wirkungen von Lärm informieren. Des Weiteren sollen jedem Lärmbetroffenen und allen Interessierten Möglichkeiten aufgezeigt werden, mit denen man sich vor belästigendem und Gesundheit gefährdendem Lärm schützen kann.
Dieses Projekt wird durch das Bundesministerium für Umwelt, Naturschutz und Reaktorsicherheit (BMU) und das Umweltbundesamt (UBA) gefördert.

## Aktivitäten
Der Arbeitsring Lärm der DEGA gibt Publikationen zu lärmrelevanten Fragestellungen heraus und organisiert öffentliche Informations- und Diskussionsveranstaltungen zu aktuellen Lärmthemen, an denen jeder Interessierte teilnehmen kann.
Der Tag gegen Lärm – International Noise Awareness Day ist eine Aktion der DEGA, die vom ALD getragen wird und einmal jährlich im April stattfindet. An diesem Tag wird die Öffentlichkeit über Lärm im Allgemeinen, aber auch über die Ursachen und Auswirkungen von Lärm gezielt aufmerksam gemacht.

## Informations- und Geschäftszentrum (IGZ)
Das Informations- und Geschäftszentrum (IGZ) des ALD ist die zentrale Anlaufstelle in Lärmfragen in der DEGA-Geschäftsstelle in Berlin. Es bietet Beratungs- und Informationsleistungen, betreut und koordiniert Veranstaltungen des ALD sowie Informations- und Diskussionsveranstaltungen für Betroffene und Interessierte zu lärmrelevanten Themen.
Das IGZ unterstützt die Leitung des ALD bei der Führung der Geschäfte und bei allen Aktivitäten des ALD.